# Podhorův rybník
Podhorův rybník je zrušený rybník, který se nacházel v údolí na Lidickém potoce ve starých Lidicích. Rybník přináležel k lidickému statku č. p. 17, který vlastnila rodina Podhorova, díky níž získal své jméno. Rybník byl obrostlý vegetací a pod ním stával Podhorův mlýn. V zimním období sloužil k hokejovým zápasům místního klubu. 10. června 1942 v ranních hodinách došlo k přepadení Lidic německými jednotkami coby jeden z důsledků atentátu na Reinharda Heydricha. Část obyvatel byla postřílena a část odvlečena. Dalším krokem byla fyzická likvidace celé obce včetně Podhorova rybníka. Úkolem byla pověřena Říšská pracovní služba. Rybník samotný se stal úložištěm pro stavební suť vzniklou při bourání zástavby. K přepravě materiálu byla pracovní službou zřízena úzkorozchodná polní železnice s lokomotivním provozem. V důsledku ukládání suti byl celý rybník zavezen. V jeho prostoru došlo i přeložení toku Lidického potoka, aby se místo, kde vesnice stála, co nejvíce změnilo. V současné době se v místě rybníka rozkládá louka s roztroušenými stromy a keři.